# 1955 МакМет
1955 МакМет (1955 McMath) — астероїд головного поясу, відкритий 22 вересня 1963 року.
Тіссеранів параметр щодо Юпітера — 3,301.